# غيجالي بالا (والانجرد)
غیجالي بالا (بالفارسية: گیجالی بالا) هي مستوطنة تقع في إيران في قسم والانجرد الريفي. يقدر عدد سكانها بـ 257 نسمة .